# Aphnaeus bilgis
Aphnaeus bilgis är en fjärilsart som beskrevs av Larsen. Aphnaeus bilgis ingår i släktet Aphnaeus och familjen juvelvingar. Inga underarter finns listade i Catalogue of Life.